# Isigny-le-Buat
Isigny-le-Buat település Franciaországban, Manche megyében. Lakosainak száma 3187 fő (2022. január 1.). Isigny-le-Buat Le Grand-Celland, La Chapelle-Urée, Ducey-Les Chéris, Marcilly, Le Mesnillard, Le Mesnil-Ozenne, Reffuveille, Saint-Laurent-de-Terregatte, Grandparigny és Saint-Hilaire-du-Harcouët községekkel határos.

## Népesség
A település népességének változása:
| Lakosok száma | 267  | 3147 | 3207 | 3180 | 3312 | 3299 | 3319 | 3221 | 3170 | 3187 |
|               | 1968 | 1982 | 1990 | 2006 | 2013 | 2015 | 2017 | 2019 | 2020 | 2022 |